# Karna (Siedlec)
Karna ist ein Dorf in der Gemeinde Siedlec im Powiat Wolsztyński in der polnischen Woiwodschaft Großpolen. Der Ort liegt rund vier Kilometer nordöstlich von Siedlec, zehn Kilometer nordwestlich von Wolsztyn und rund 65 Kilometer südwestlich von Posen. Im Jahr 2021 war eine Einwohnerzahl von 383 verzeichnet.
Zur Zeit der deutschen Besetzung Polens wurde der Ort Lichtenhain genannt.